# Гурдурело (Вибо Валенција)
Гурдурело је насеље у Италији у округу Вибо Валенција, региону Калабрија.
Према процени из 2011. у насељу је живело 40 становника. Насеље се налази на надморској висини од 49 м.